# Kauai
Kauai (seu nome oficial é Kauai) é a mais velha e a quarta maior ilha das ilhas do Havaí, possuindo uma área de 1.430,4 km². Seu ponto mais alto possui 1.598 metros de altura. É parte do estado norte-americano de Havaí.
É considerada por muitos como o ponto mais chuvoso à face da Terra, pois tem em média 350 dias de chuva por ano e atinge valores de 11.000 mm de pluviosidade anual. A ilha foi utilizada para a gravação dos filmes Jurassic Park e King Kong (1976).
É famosa pelo Trail Kalalau de 11 milhas (17,7 quilómetros) na Costa Na Pali.

## História e Geografia
Em 1778, o Capitão James Cook desembarcou na Baía de Waimea, sendo o primeiro europeu conhecido a chegar às Ilhas Havaianas, que ele chamou de Ilhas Sandwich em homenagem ao seu patrono, o Conde de Sandwich.
As ilhas de Kauaʻi e Niʻihau foram as últimas a se tornarem parte do Reino do Havaí. Seu governante, Kaumualiʻi (c. 1778–26 de maio de 1824), resistiu ao assédio do Rei Kamehameha I, o Grande (1736?–1819), por anos. Kamehameha tentou duas vezes tomar as ilhas à força com uma grande frota de navios e canoas. Sua primeira tentativa foi frustrada por uma tempestade e a segunda por uma epidemia. Diante da ameaça de novas invasões, Kaumualiʻi escolheu se juntar ao reino sem derramamento de sangue, tornando-se vassalo de Kamehameha em 1810 e cedendo a ilha ao Reino do Havaí após sua morte.  Mas entre 1815 e 1817, Kaumualiʻi negociou com os russos, baseados em Fort Elizabeth, um possível protetorado do Império Russo para se libertarem de Kamehameha, sem sucesso. 
A cidade de Lihue, na costa sudeste da ilha, é a sede do condado de Kauai e a segunda maior da ilha. Kapaʻa, na Costa dos Cocos (local de uma antiga plantação de coqueiro), cerca de 10 quilômetros ao norte de Līhuʻe, tem uma população de quase 10.000 pessoas, cerca de 50% a mais que Līhuʻe. Waimea, antiga capital de Kauai, na ponta sudoeste da ilha, foi o primeiro lugar no Havaí visitado pelo explorador inglês Capitão James Cook em 1778. A cidade de Waimea fica na foz do Rio Waimea, que corre por um dos cânions mais pitorescos do mundo, o Waimea Canyon, que tem uma queda de cerca de 3.000 pés. É conhecido como "O Grand Canyon do Pacífico". Outras cidades importantes são: Hanalei, Poʻipū, Princeville, Wailua, etc.
O furacão Iniki em 1992 pode ter causado uma mudança indireta no ecossistema de Kauai. Alguns afirmam que uma granja de galinhas foi destruída, que eles escaparam e agora estão vagando livremente pela ilha. Entretanto, outros dizem que os trabalhadores das plantações de açúcar, no final do século XIX e início do século XX, trouxeram e criaram galinhas (para alimentação e para rinhas de galo), muitas das quais escaparam e se multiplicaram ao longo dos anos. No entanto, milhares de galos e galinhas selvagens agora vivem em Kaua'i, vagando pela ilha quase sem predadores. Como galos, eles cantam, quebrando o silêncio da noite.
Kaua'i era conhecida por seu dialeto característico da extinta língua havaiana língua havaiana. Embora diferente do euda variedade padrão atual, que é baseada no dialeto da ilha havaiana, o dialeto Kaua'i era notável por pronunciar o fonema /k/ como /t/. De acordo com isso, o nome nativo de Kauaʻi era Tauai, então o principal assentamento em Kapaa seria chamado Tapaa.
A costa oeste seca e ensolarada de Kauai abriga a Base Naval da Marinha dos EUA, Barking Sands.

A título de curiosidade, na África do Sul existe uma franquia de alimentos e bebidas que leva o nome da ilha. 